# HIP 14810 b
HIP 14810 b es un planeta extrasolar que se encuentra a 172 años luz en la constelación de Aries. Se trata de un Júpiter caliente muy masivo con una masa 3,88 veces la de Júpiter y orbita a 0,0692 UA. Fue descubierto por N2K consortium y su descubrimiento fue publicado en 2007. Anteriormente se había publicado su órbita preliminar en el Catálogo de Exoplanetas Cercanos.